# Ellen Brusewitz
Ellen Maria Brusewitz, född Holmström den 10 november 1878 i Jönköping, död 17 maj 1952 i Stockholm, var en svensk tennisspelare. Hon var äldre syster till tennisspelaren Annie Holmström.
Hon spelade tennis i Jönköpings LTK som bildades 1903. Vid OS 1912 i Stockholm spelade hon den 1 juli mot klubbkamraten Margareta Cederschiöld som vann i två raka set. Brusewitz slutade på sjunde plats i turneringen.
Hon gifte sig 11 september 1900 med Elis Brusewitz. Paret hade tre barn, bland dem Bengt Brusewitz och Margit Bergendorff. 1910 flyttade makarna till Stockholm då maken fick en tjänst vid generalstaben och hon fortsatte sitt tennisspelande i KLTK.